# Toshio Masuda (Komponist)
Toshio Masuda (jap. 増田 俊郎, Masuda Toshio; * 28. Oktober 1959 in der Präfektur Tokio) ist ein japanischer Komponist. Er komponierte Filmmusik für mehrere japanische Fernsehsendungen und animierte Serien.

## Arbeiten

### Fernseh-Anime
- Battle Fighters: Garō Densetsu (1992)
- Hare Tokidoki Buta (1997–1998)
- Jubei-chan (1999)
- Flint – Der Zeitdetektiv (1998–1999)
- Excel Saga (1999)
- Now and Then, Here and There (1999–2000), nur Vorspann und Abspann
- Daa! Daa! Daa! (2000)
- Di Gi Charat (2000–2001)
- Hand Maid May (2000)
- Dotto Koni-chan (2000)
- Mahoromatic (2001)
- Ai yori Aoshi (2002)
- Naruto (2002–2007), gemeinsam mit Musashi Project
- Mahoromatic – Motto Utsukushii Mono (2002)
- Di Gi Charat nyo (2003)
- Nanaka 6/17 (2003)
- Ai yori Aoshi – Enishi (2003)
- Jubei-chan 2 (2004)
- Otogi-Jūshi Akazukin (2005)
- Mushishi (2005)
- Ghost Hunt (2006)
- Higepiyo (2009)
- Nobunaga no Shinobi (2016)
- My Clueless First Friend (2023)

### OVA
- Animation Runner Kuromi (2001)
- Puni Puni Poemi (2001)
- Animation Runner Kuromi 2 (2003)

### Realserien
- Downtown no Gottsu Ee Kanji
- Rasutā Tonneruzu ’94
- Ronboo Dragon
- Downtown no Gaki no Tsukai ya Arahende!!

| Personendaten    | Personendaten          |
| ---------------- | ---------------------- |
| NAME             | Masuda, Toshio         |
| ALTERNATIVNAMEN  | 増田 俊郎 (japanisch)  |
| KURZBESCHREIBUNG | japanischer Komponist  |
| GEBURTSDATUM     | 28. Oktober 1959       |
| GEBURTSORT       | Präfektur Tokio, Japan |